# Kraftwerk Dürnrohr
Das Kraftwerk Dürnrohr ist ein Dampfkraftwerk, eine KWK-Anlage und eine thermische Abfallbehandlungsanlage in Zwentendorf in Niederösterreich mit Bahn- und Schiffsanbindung. Nach knapp 33 Jahren wurde Anfang August 2019 die Stromerzeugung mit Kohle eingestellt.

## Geschichte
Das Kraftwerk wurde auf dem Gelände des früheren Hydrierwerkes Moosbierbaum sowie in der Nähe des nie in Betrieb gegangenen Kernkraftwerks Zwentendorf gebaut, um die bereits errichteten elektrischen Leitungen und Schaltanlagen im Umspannwerk Dürnrohr verwenden zu können und die entstandene Lücke in der Energieversorgung zu schließen. Es besteht aus zwei Kraftwerksblöcken, von denen der erste eine Leistung von 405 MW hat und der VERBUND Thermal Power GmbH & Co KG gehört, während der zweite mit einer Leistung von 352 MW der EVN AG gehört. Es wurde 1987 in Betrieb genommen.
Das Kraftwerk besitzt einen 210 m hohen Schornstein, welcher der höchste Schornstein und das dritthöchste Bauwerk Österreichs ist (siehe Liste der höchsten Bauwerke in Österreich). Die beiden Blöcke wurden mit polnischer und tschechischer Steinkohle betrieben, wobei die Republik Österreich bereits seit 1974 an Kohlelieferverträgen mit der Firma Węglokoks im damals wirtschaftlich in schwieriger Lage befindlichen Polen sowie diesbezüglichen Garantiehaftungen gearbeitet hatte. Die Rauchgasreinigung erfolgte durch einen Elektrofilter, eine Entschwefelungsanlage und eine Entstickungsanlage. Das Kraftwerk kann auch mit Erdgas betrieben werden. KWK-Wärme aus dem Kraftwerk versorgt die Ortschaften Zwentendorf und Pischelsdorf durch ein Fernwärmenetz, das von der EVN Wärme betrieben wird.
Im Jahr 2008 wurde die Leittechnik des Kraftwerkes bei beiden Blöcken durch Siemens Power Generation erneuert. Die Inbetriebsetzung wurde im August desselben Jahres abgeschlossen; seitdem waren beide Blöcke wieder in Vollbetrieb. 
2009 wurde auch die Fernwärmeleitung vom Kraftwerk nach St. Pölten durch die EVN Wärme gebaut und in Betrieb genommen. Sie ist mit 31 km die längste Fernwärmeleitung in Österreich und lieferte 2009 fast zwei Drittel der Fernwärme für die Landeshauptstadt.
Im Mai 2014 kündigte die Verbund AG aus wirtschaftlichen Gründen die Schließung ihres Teiles des Steinkohlekraftwerkes Dürnrohr an. Der erste Kraftwerksblock wurde am 30. April 2015 geschlossen. Die Kohleverbrennung im einzigen noch verbliebenen Block 2 (EVN Block) wurde am 2. August 2019 eingestellt. Es soll am Standort neben der Energiegewinnung durch Müllverbrennung eine Verwertung von Klärschlamm stattfinden und eine große Photovoltaikanlage errichtet werden.
Im Januar 2023 wurde mit dem Abbau der Anlage begonnen, bis Ende des Jahres soll Block 1 vollständig demontiert werden.

## Technische Daten

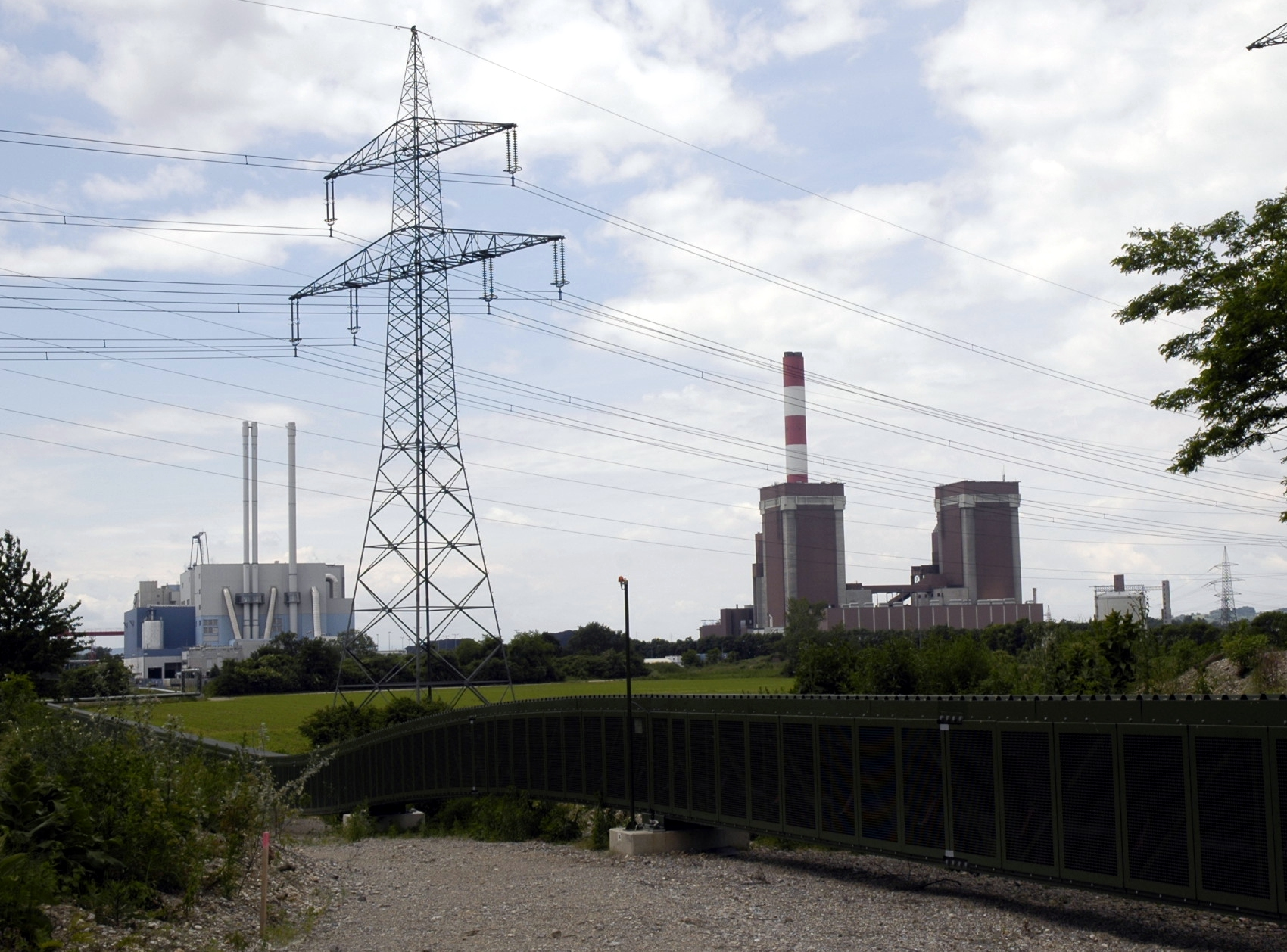
Im Vordergrund der 2010 in Betrieb genommene Gurtbandförderer der Abfall, Schlacke, Kohle und Biomasse vom Donauhafen zum Kraftwerk und zur Abfallverwertung bringt

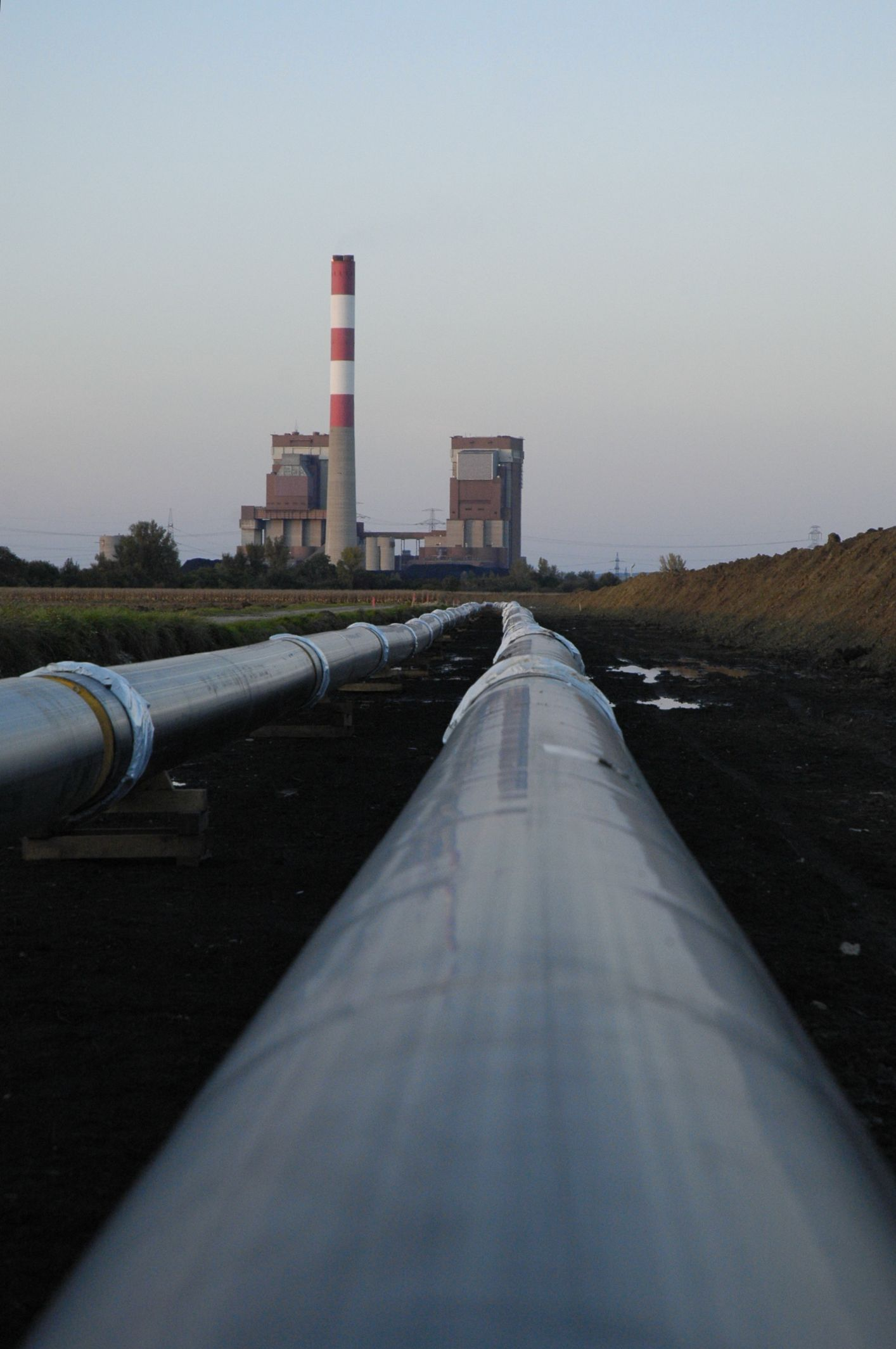
Fernwärmetransportleitung vom Kraftwerk nach Sankt Pölten

Die CO2-Emissionen betrugen 2011 ca. 810 g/kWh. Das Kraftwerk zählte 2018 zu den größten Verursachern von Treibhausgasen in Österreich.

## Bombenfunde
Im Zweiten Weltkrieg war das Industriegebiet rund um die Orte Moosbierbaum und Dürnrohr Ziel von Bombenabwürfen. Beim Einebnen von Boden beim ehemaligen Kraftwerk wurde eine Bombe freigelegt. Der Entminungsdienst entschärfte sie durch das Herausschrauben von 2 intakten Zündern.
Nach dem Hochwasser im September 2024 wurde im Zuge von Grabungsarbeiten eine 250 kg schwere amerikanische Fliegerbombe freigelegt und vom Entminungsdienst entschärft. Hierzu mussten kurzzeitig 15 Haushalte einer Siedlung in Kleinschönbichl evakuiert werden.

## Photovoltaikkraftwerk
Im Frühjahr 2024 wurde auf den ehemaligen Kohlehalden eine Photovoltaikanlage mit einer installierten Leistung von 23,5 MWp in Betrieb genommen. Hierzu wurden 35.600 PV-Module auf einer Fläche von 23 Hektar installiert.
Durch das Hochwasser im September 2024 wurde auch die PV-Anlage geflutet und schwer beschädigt.

## Müllverbrennungsanlage Dürnrohr
Im Jahr 2004 wurde in unmittelbarer Nähe eine Anlage zur thermischen Abfallbehandlung gebaut. Diese war bei ihrer Eröffnung die größte in Österreich. Die Umstellung dieser Anlage auf 300.000 t Hausmüll erspart jährlich ca. 50.000 t Kohle und 10 Mio. m³ Erdgas.
Die Schieneninfrastruktur wurde so ausgelegt, dass Kohle und/oder Abfall aus ganz Niederösterreich mit der Eisenbahn angeliefert werden können. Der Bahnhof Moosbierbaum-Heiligeneich an der Tullnerfelder Bahn ist gemessen an der Umschlagmasse einer der größten Güterbahnhöfe Österreichs.
2010 nahm die EVN Abfallverwertung NÖ die dritte Linie der Müllverbrennung in Betrieb, die etwa die Größe der zwei bestehenden Blöcke hat. Der bei der thermischen Müllverbrennung entstehende Dampf wird über die Dampfturbine EVZ 2 im Kraftwerk Dürnrohr verstromt sowie für die Agrana-Bioethanolanlage und zur Einspeisung in die Fernwärmeleitung nach St. Pölten genützt. 2010 wurde auch ein Rohrgurtförderer gebaut, der Kohle, Müll, Schlacke und Biomasse vom Donauhafen Pischelsdorf zum Kraftwerk transportieren kann. Seitdem ist es möglich, auch per Schiff Müll zur Verwertung anzuliefern. In Europa war oder ist dies die einzige Anlage, wo dies möglich ist. An der Donaulände wurde dafür Österreichs größter mobiler Umschlagbagger in Betrieb genommen.
Die Müllverbrennungsanlage wurde vom Hochwasser im September 2024 schwer getroffen und musste seinen Betrieb einstellen, als fast das ganze Kraftwerksareal unter Wasser stand. Nur der Müllbunker und die Brennkammer standen nicht unter Wasser.